# キンイロジョウカイ
キンイロジョウカイ Themus episcopalis (Kiesenwetter) はジョウカイボン科の昆虫の1つ。ジョウカイボンに似て、より大型で、前翅は鈍い金色をしている。

## 特徴
体長20-23mmに達する甲虫。体の色はおおむね黒で、触角、口器、前胸背の両縁、前胸の腹面、腹部腹板の後縁、歩脚の脛節と?節などが黄褐色をしている。前翅は全体に青銅色ないしは紫銅色で美しい金属光沢を放っており、ただしその先端部だけは黄褐色となっている。東部は大きくて頭頂部にごく小さな点刻が密生しており、また褐色の短い毛が生えている。触角は糸状で細長い。基部の第1節から第3節までは先のものほど短く、第3節が最も短くなっており、第4節は第3節の2倍近い長さを持つ。また雄では第6節から第9節までに弱くて短い溝がある。前胸背は横長のほぼ長方形で前の端も後ろの端もやや丸まり、外側の縁は少し上向きに反っており、背面は全体に細かな点刻と柔らかい毛をまばらに備える。前翅の表面はやや粗い点刻と微少な顆粒が並び、しわが寄ったような表面となっており、褐色の毛がまばらにある。また2-3本のはっきりしない縦向きの隆起線がある。

## 生態など
成虫は5-6月に出現し、花などに集まっているのが見られる。

## 分布
本州では関東以西、それに四国と九州に分布する。

## 類似種など
黒澤他(1985)では本種を含むキンイロジョウカイ属のものとして他に7種が取り上げられているが、ほぼ体色で判別が出来る。本種のように金属光沢を持つものにヒメキンイロジョウカイ T. midas やツシマムラサキジョウカイ T. tsushimensis があるが、これらはやや小型で体長が20mmに達しない。

### 下位分類
以下のような亜種がある
- 基本亜種 Themus episcopalis episcopalis (Kiesenwetter, 1874)  九(北九州)
- 本州・四国亜種 Themus episcopalis purpureoaeneus Yajima et Nakane, 1988  本,四
- 南九州亜種 Themus episcopalis satsumanus Nakane, 1988  九(南九州)